# Bianca Lynxén
Bianca Anna Lynxén, född 19 augusti 2015 i Österhaninge församling, Stockholms län, är en svensk skådespelare.

## Biografi
Bianca Lynxén är född och uppvuxen i Vendelsö i Haninge kommun. Hon började på teaterskolorna Kulturama och Calle Flygare Teaterskola redan vid tre års ålder.
Hennes första riktiga roll var i Camilla Läckbergs TV-serie Glaskupan, som släpptes våren 2025 på Netflix. Hon spelade huvudrollen Tyra i Skärmtid med Tyra och Tom på UR (våren 2025), spelade Alicia i en teaterpjäs som bygger på filmen Tomten är far till alla barnen på Cirkus (hösten/vintern 2024), spelade Addie i Broadway-pjäsen Leka för Livet (Make Believe) på Playhouse Teater i Stockholm (vintern 2025).
Bianca Lynxén är sedan 2025 även en återkommande röst på Barnradion på Sveriges Radio.

## Filmografi
- 2024 – Skärmtid med Tyra och Tom (TV-serie)
- 2025 – Glaskupan (TV-serie)

## Teater

### Roller
| År   | Roll   | Produktion                     | Regi             | Teater                      | Skapare        |
| ---- | ------ | ------------------------------ | ---------------- | --------------------------- | -------------- |
| 2024 | Alicia | Tomten är far till alla barnen | Rikard Bergqvist | Cirkus, Stockholm           | Monica Rolfner |
| 2025 | Addie  | Leka för livet (Make Believe)  | Elin Skärstrand  | Playhouse Teater, Stockholm | Bess Wohl      |

## Radio
- 2025 – pågående. Barnradion Sveriges Radio, Munck Studios (huvudroll)